# Epidemia (romanzo)
Epidemia (Contagion) è un romanzo thriller medico scritto nel 1995 da Robin Cook. È il secondo libro dedicato alla serie che ha come protagonisti Jack Stapleton e Laurie Montgomery.
Il libro è stato tradotto in portoghese, spagnolo, coreano, turco, ungherese, cinese, giapponese, tedesco, italiano e molte altre lingue, 

## Trama
Il dott. Jack Stapleton cambia vita e inizia a lavorare a New York come anatomopatologo. Dopo la morte di varie persone causata da diverse malattie tutte rare, tutte nello stesso ospedale e tutte potenzialmente in grado di trasformarsi in epidemie mortali, il dottore inizia a sospettare che tutto questo nasconda qualcosa di non naturale e, iniziando ad indagare, finisce nei guai.

## Personaggi principali
- Jack Stapleton - anatomopatologo presso la sede del medico legale capo di New York
- Chet - Migliore amico e compagno di lavoro di Jack
- Terese e Coleen - Pubblicitarie
- Laurie Montgomery -  Collega di Jack e Chet, anche lei anatomapatologa.

## Edizioni in italiano
- Robin Cook, Epidemia, traduzione di Linda De Angelis, Milano: Sperling & Kupfer, 1997
- Robin Cook, Epidemia: thriller, Milano: Sperling paperback, 2010